# Ron Sexsmith

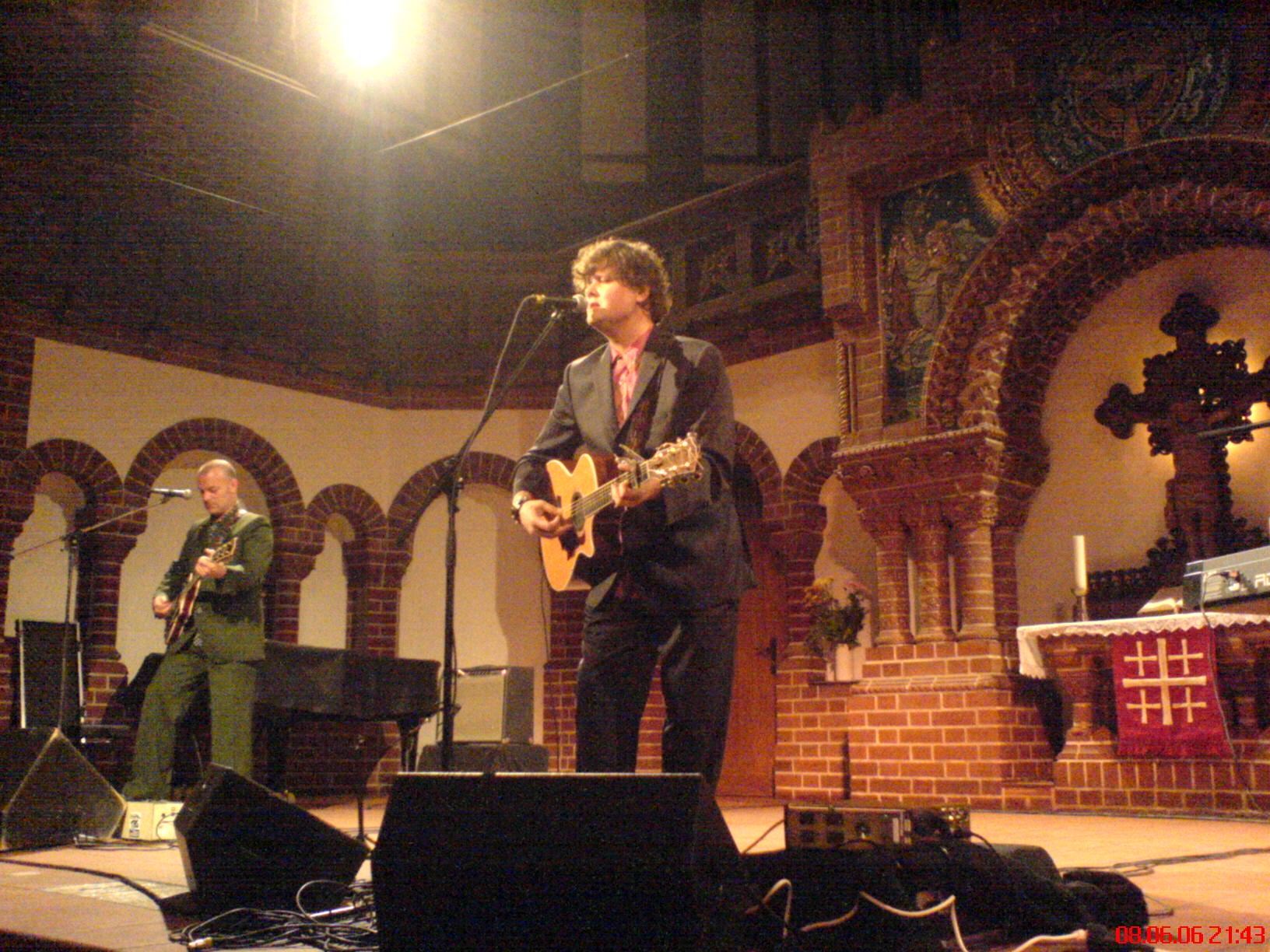
Ron Sexsmith

Ronald Eldon (Ron) Sexsmith (né en 1964) est auteur-compositeur-interprète (songwriter) canadien originaire de Saint Catharines en Ontario, vivant dans le comté de Perth en Ontario.

## Biographie
Ron Sexsmith commence à chanter en groupe à l'âge de 14 ans. Après avoir déménagé à Toronto, il forme the Uncool et sort Out of the Duff sur cassette, puis un an plus tard There’s a Way. 
Travaillant comme coursier, il sort Grand Opera Lane en 1991 ; à la suite de cet album, il signe un contrat avec Warner, qui lui permet de sortir Ron Sexsmith en 1995. Cet album s'ouvre par la chanson Secret Heart qui fut ensuite reprise par Rod Stewart et Feist. 
Entre 1997 et 2001, Ron compose trois autres albums, puis Cobblestone Runway en 2002, qui est un succès critique. Il contient un duo avec Chris Martin (le chanteur de Coldplay), Gold In Them Hills. Ces premiers albums comportent surtout des chansons pop-folk mélancoliques, avec des mélodies simples et élégantes, et une instrumentation sobre. Cobblestone Runway utilise de façon plus importante les synthétiseurs. Parallèlement, son backing band, The Kelele Brothers, enregistre plusieurs albums. 
En 2004, Retriever est un album nettement plus pop que les précédents. Il est dédié à la mémoire d'Elliott Smith, Johnny Cash et June Carter Cash. En 2005, sort Destination Unknown, un album de chansons plus roots enregistrées avec le batteur Don Kerr pendant la production de Retriever. Il gagne la même année un Juno pour la chanson Whatever it Takes.
En 2006 sort Time Being, accompagné d'une tournée européenne passant par Paris et le Nouveau casino. Exit Strategy of the Soul, enregistré à Londres et à la Havane, sort en 2008. L'album est à nouveau produit par Martin Terefe, il comporte une version du titre Brandy Alexander, chanson coécrite avec Feist.
En 2017, il sort un premier livre, Deer Life (Dundurn), ainsi qu'un nouvel album The Last Rider. Un autre album sort en 2020 (Hermitage) et un autre est prévu en 2023, The Vivian Line.

## Discographie
- Grand Opera Lane (1991, produit par Bob Wiseman, avec The Uncool)
- Ron Sexsmith (self-titled, Interscope/Warner, 1995, produit par Mitchell Froom)
- Other Songs (Interscope/Warner, 1997)
- Whereabouts (Interscope/Warner, 1999)
- Blue Boy (2001, produit par Steve Earle)
- Cobblestone Runway (2002, produit par Martin Terefe duo avec Chris Martin sur Gold in them hills)
- Rarities (2003)
- Retriever (2004, Warner)
- Destination Unknown (2005, V2) (Avec Don Kerr)
- Time Being (2006, Warner)
- Exit Strategy of the Soul (2008, Fargo)
- Long Player Late Bloomer (2011, PIAS)
- Forever Endeavour (2013)
- Carousel One (2015)
- The Last Rider (2017)
- Hermitage (2020)
- The Vivian Line (2023)
- Hangover Terrace (2025)

Autre projets :
- The Kelele Brothers, Escape from Bover County (Gas Station Recordings)
- The Kelele Brothers, Has- Beens & Wives (Gas Station Recordings)